# Bab al-Nasr

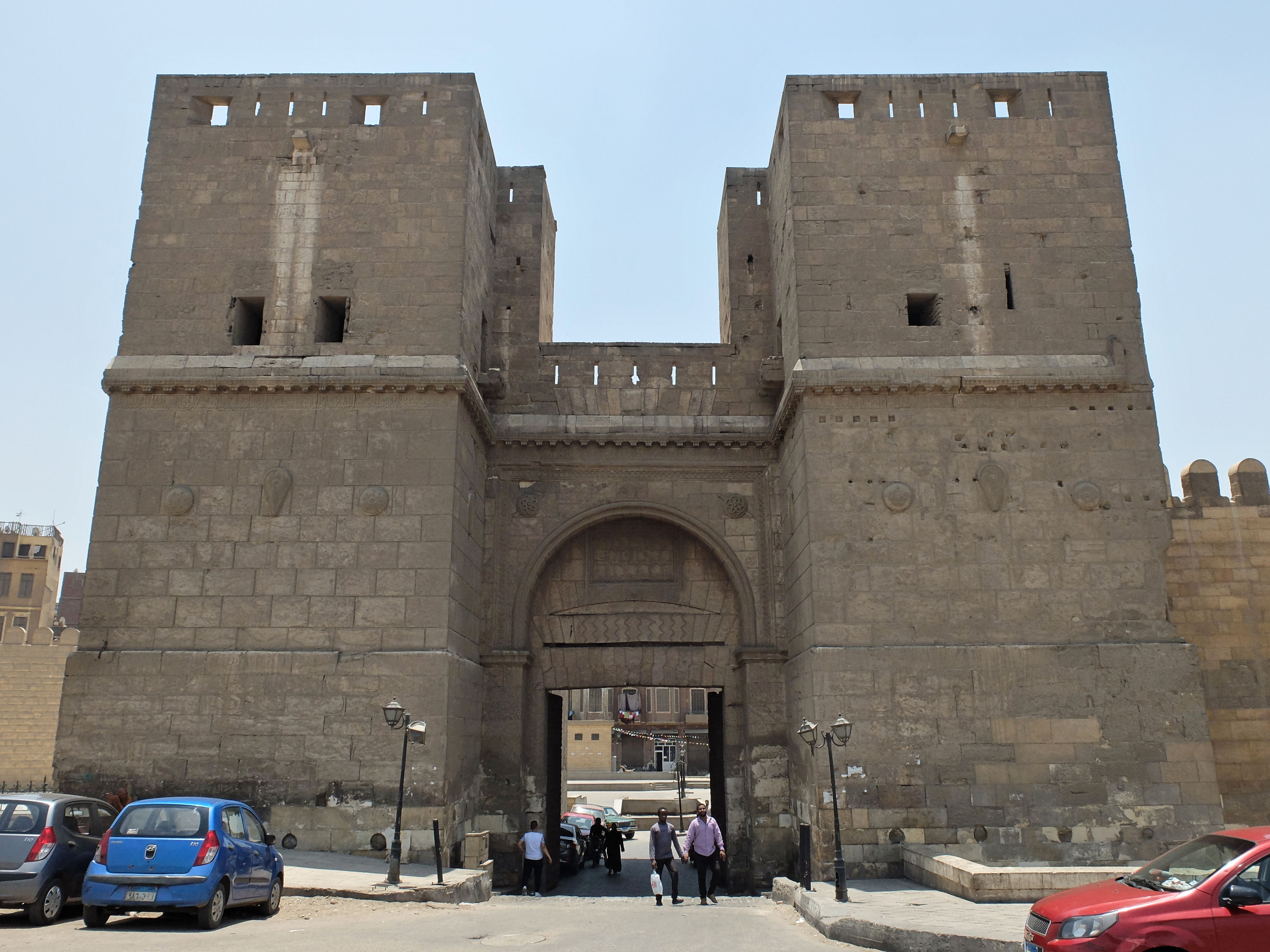
Façana exterior de la porta

Bab al-Nasr (àrab: باب النصر, Bāb an-Naṣr, ‘Porta de la Victòria’) és una de les tres portes que resten de la històrica muralla del Caire, la capital d'Egipte. Data del 1087 i la va construir Badr al-Jamalí, visir del califat fatimita. Es troba a l'extrem nord del carrer Shari'a a el-Gamaliya, a la ciutat vella, i lleugerament a l'est d'una altra porta contemporània, Bab al-Futuh.

## Història
La porta Bab al-Nasr originària fou construïda al sud de l'actual pel general fatimita Jàwhar as-Siqil·lí durant el regnat del califa al-Muïzz, quan es va traçar la ciutat per primera vegada, el 969. Més tard, el visir Badr al-Jamalí, durant el califat d'al-Mustànsir, amplià la ciutat i va reconstruir les muralles, a la fi del segle xi, i va substituir la primera porta per l'actual, i l'anomenà Bab al-Izz, ‘Porta del Poder’. Malgrat això, els habitants han mostrat preferència pel nom originari, que significa ‘Porta de la Victòria’, i que s'ha mantingut en ús fins als nostres dies. Una inscripció a la porta data la construcció de l'any 1087.

Més tard, Napoleó Bonaparte donà a cada torre de la muralla nord el nom dels oficials responsables de la seguretat: la torre est l'anomenà Torre Courbin i l'oest, Julien. Els noms dels oficials francesos estan esculpits prop del nivell superior de les portes; així, encara es pot llegir, a la torre oest, el nom de Thomas-Prosper Julien, ajudant de camp de Napoleó.

Imatges històriques de la porta
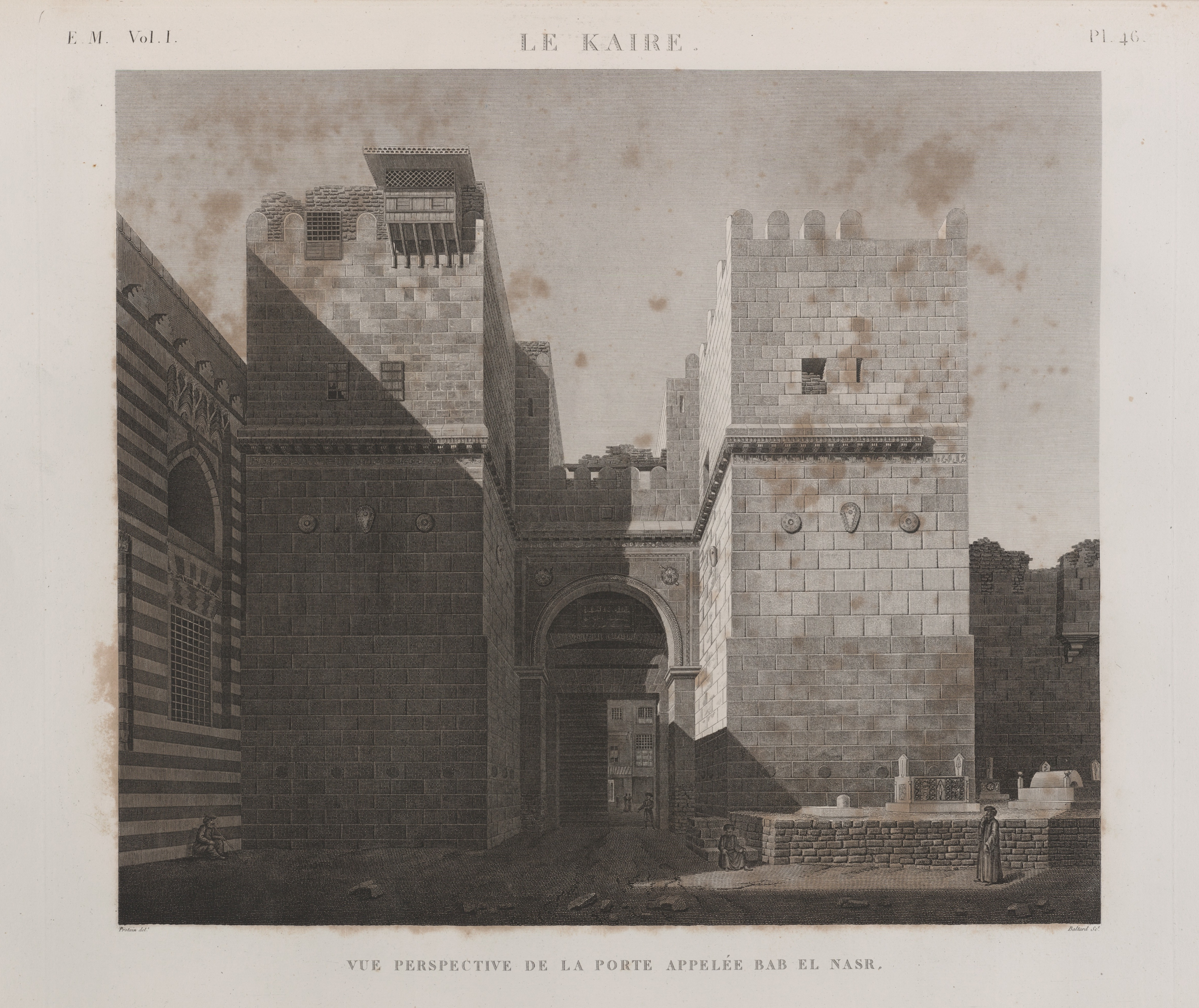
Il·lustració de la porta en la Description de l'Égypte, del 1800
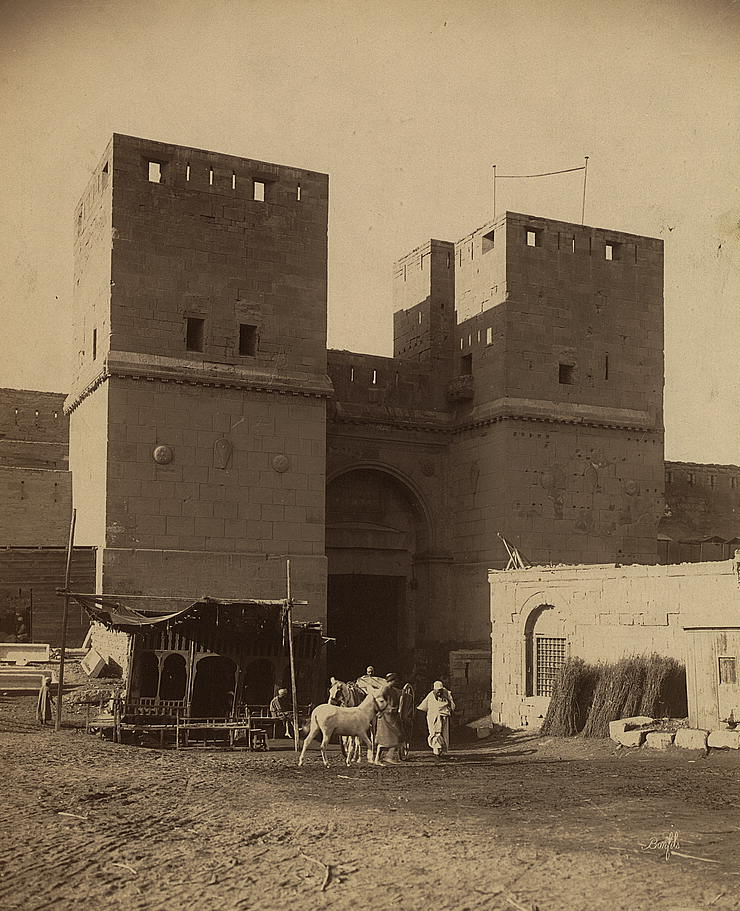
Fotografia de la porta el 1867
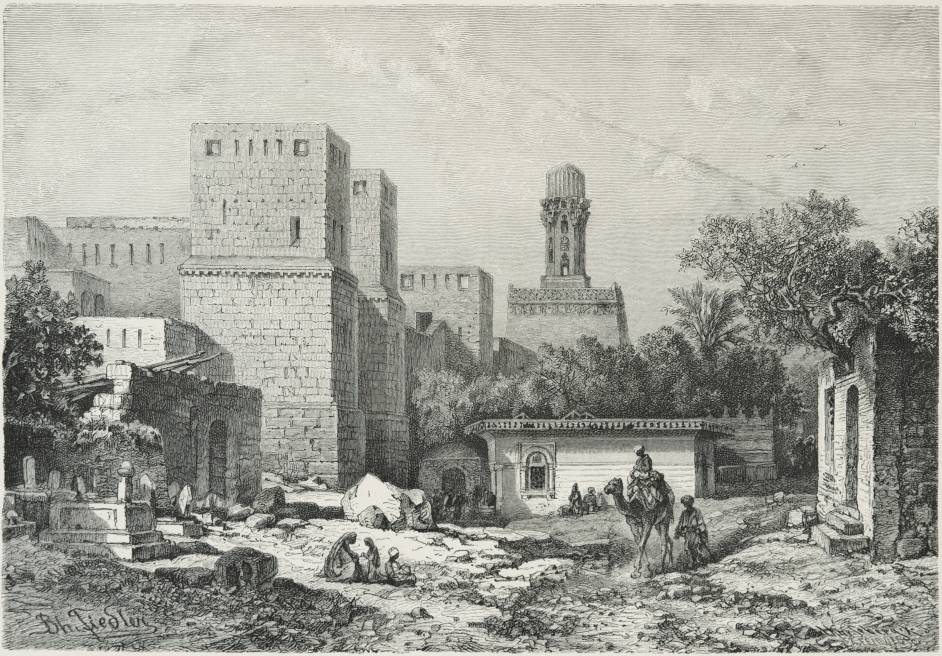
Dibuix de la porta i voltants el 1878

## Disseny
Un element decoratiu important són els escuts en els flancs i en el frontal de les torres ixents, que simbolitzen la victòria en la protecció de la ciutat contra els invasors.  Una llarga inscripció en àrab que recorre la façana de la porta, per damunt dels escuts, anomena i lloa Badr al-Jamalí i el califa, al-Mustànsir, i indica la data de construcció.
La inscripció completa diu:
| « | En el nom de Déu, el Compassiu per excel·lència, el molt misericordiós, pel poder de Déu, el Poderós i Fort, l'islam està protegit, s'alcen fortaleses i muralles. Aquesta Porta del Poder i la murada, que protegeixen la ciutat d'al-Muïzz, la Victoriosa [i.e. el Caire], la Protegida —que Déu la protegisca— s'alçaren pel vassall del nostre sobirà i senyor, l'imam al-Mustànsir bi-L·lah, amir al-muminín —que les benediccions de Déu l'acompanyen, als seus avantpassats els imams sense taca, i els seus nobles descendents. El nobilíssim senyor, el comandant en cap, l'espasa de l'islam, el defensor de l'imam, el guardià dels jutges dels musulmans, i qui guia els missioners dels creients, Abu-n-Najm Badr al-Mustansirí, que Déu sostinga la vertadera religió per ell i en done el gaudi a l'amir al-Muminín perllongant-li la vida [de Badr], i en faça perdurar el poder i li eleve el discurs, [perquè] gràcies a la seua excel·lent administració Déu ha enfortit l'estat i [els] súbdits la rectitud del qual ha arribat [tant] a l'elit com al poble menut [és a dir, a tot el món], cercant la recompensa de Déu i el seu vistiplau i demanant-li generositat i beneficència, i la salvaguarda del tron del califat, i pregant a Déu que l'envolte de favors. Aquesta obra començà en muhàrram de l'any 480 [abril-maig del 1087]. | » |
| — | |   |

Un panell amb una inscripció rectangular sobre l'arc de la porta conté una versió de la xahada del xiisme, en què s'afirma la creença fatimí en Mahoma com a profeta i en Alí ibn Abi-Tàlib com a imam.
| « | En el nom de Déu, el Compassiu per excel·lència, el molt Misericordiós, no hi ha pas més Déu que Déu, Ell no té pas companys; Mahoma, el missatger de Déu; Alí, l'amic de Déu. | » |
| — | |   |

Decoració de la porta
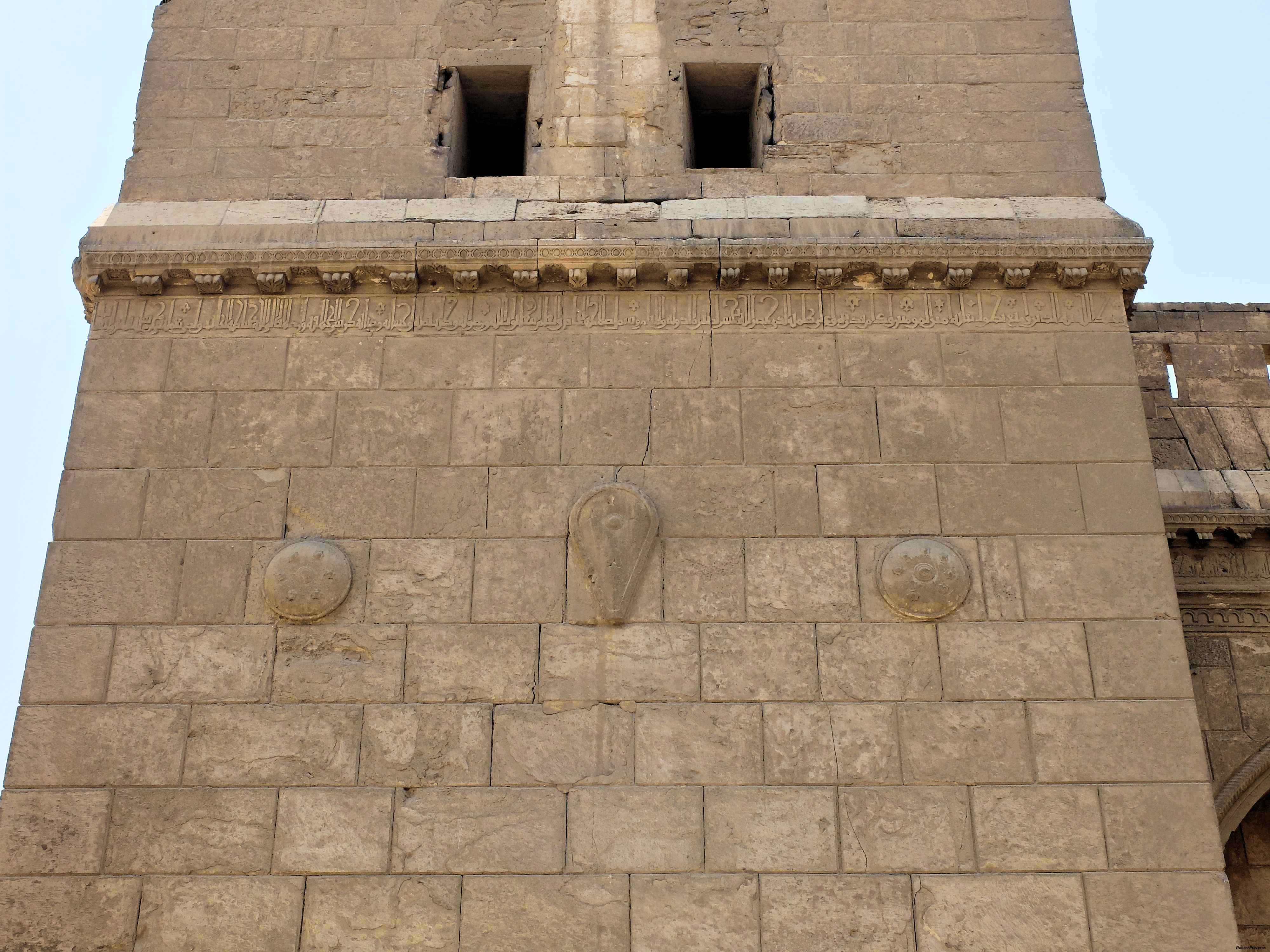
Vista de la torre oriental, amb motius d'escuts tallats i inscripció superior
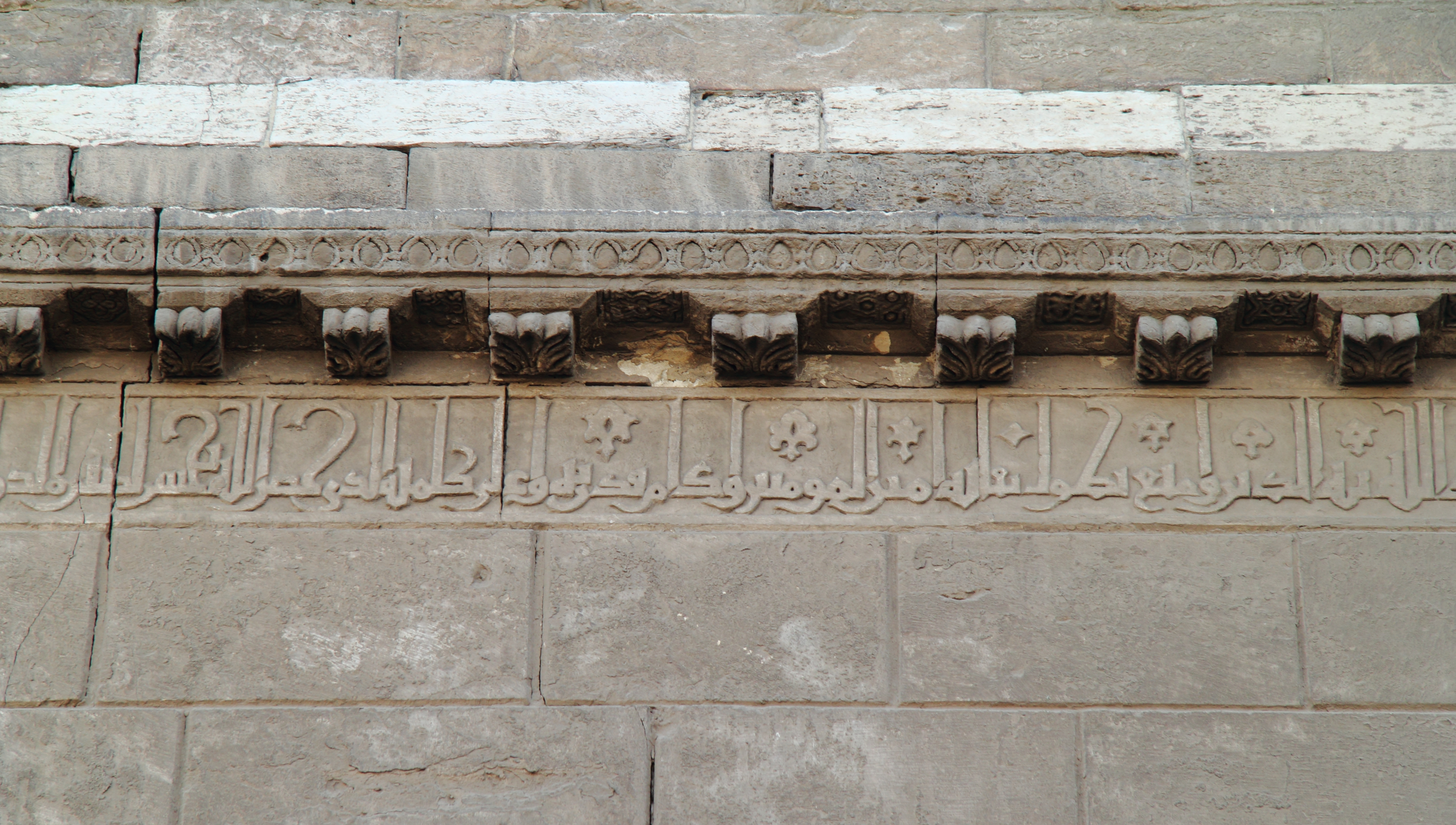
Part de la inscripció que lloa a Badr al-Jamalí
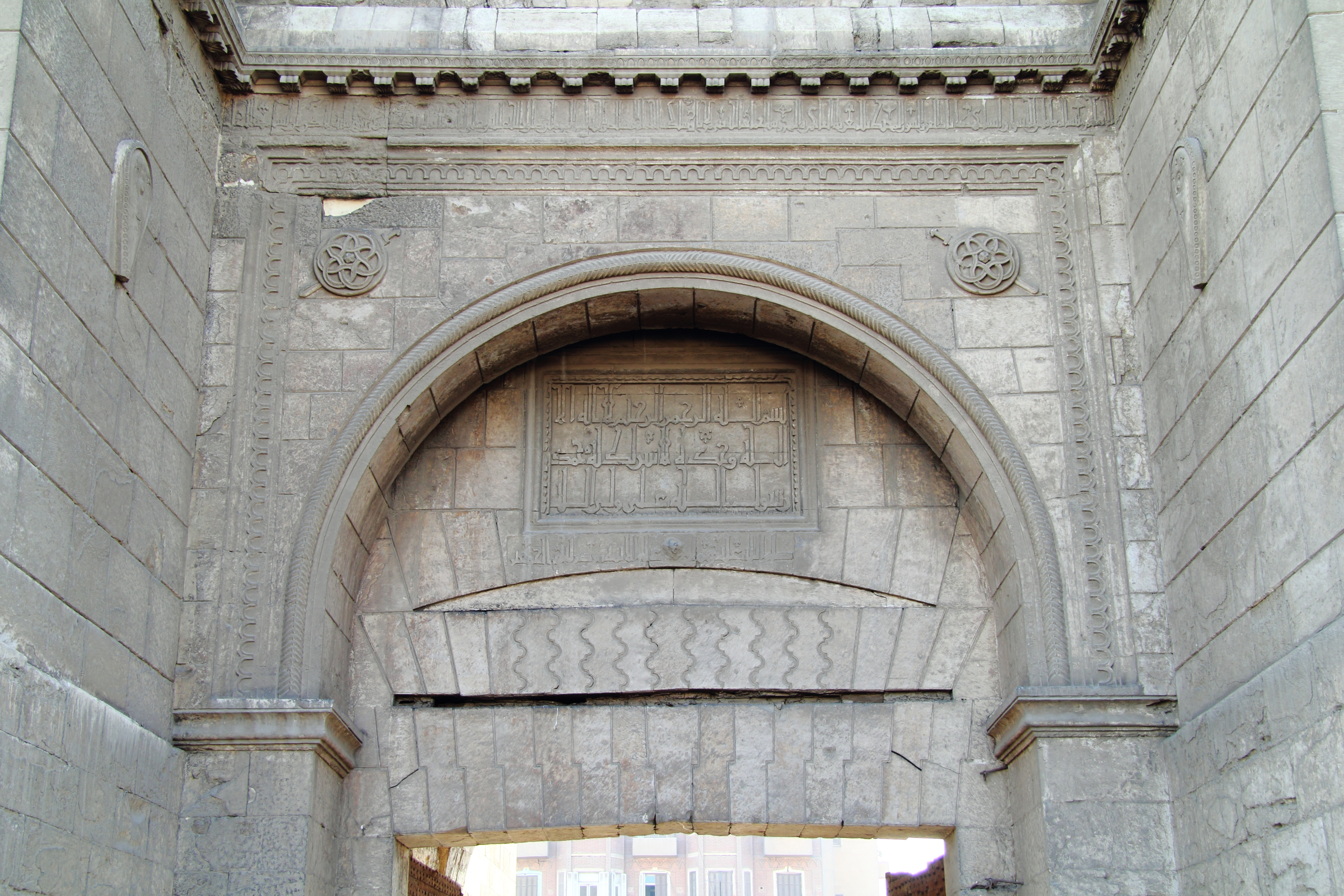
Detalls de la façana exterior (nord) de la porta
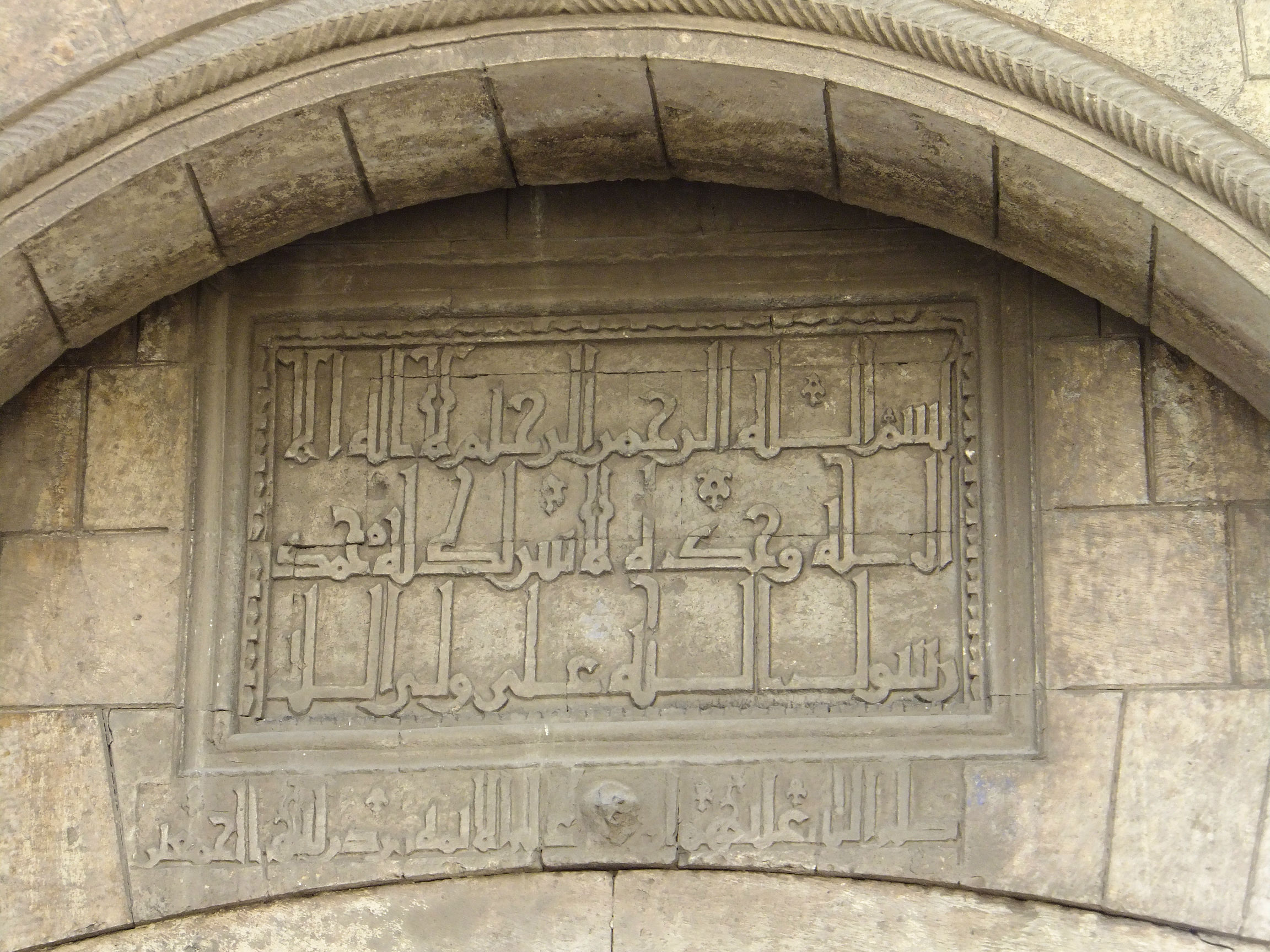
Panell d'inscripció que conté la xahada
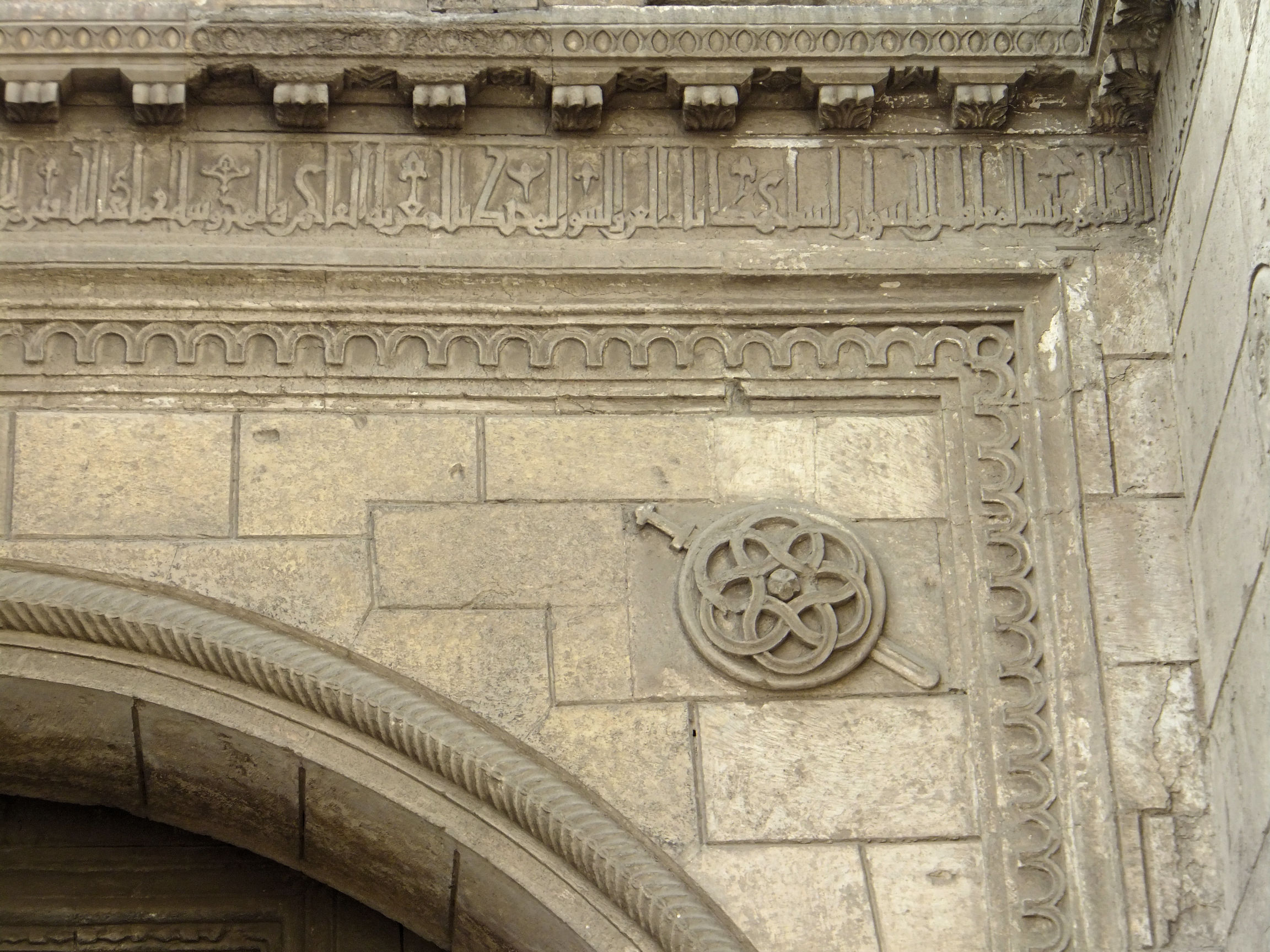
Escut decoratiu i motiu d'espasa al carcanyol de l'arc, amb inscripció damunt